# Jaukensattel
Jaukensattel är ett sadelpass i Österrike.   Det ligger i förbundslandet Kärnten, i den centrala delen av landet, 300 km sydväst om huvudstaden Wien. Jaukensattel ligger 1 536 meter över havet.
Terrängen runt Jaukensattel är huvudsakligen bergig. Jaukensattel ligger uppe på en höjd. Runt Jaukensattel är det ganska glesbefolkat, med 24 invånare per kvadratkilometer.. Närmaste större samhälle är Irschen, 10,5 km nordväst om Jaukensattel. 
I omgivningarna runt Jaukensattel växer i huvudsak blandskog.